# Paul McGinley

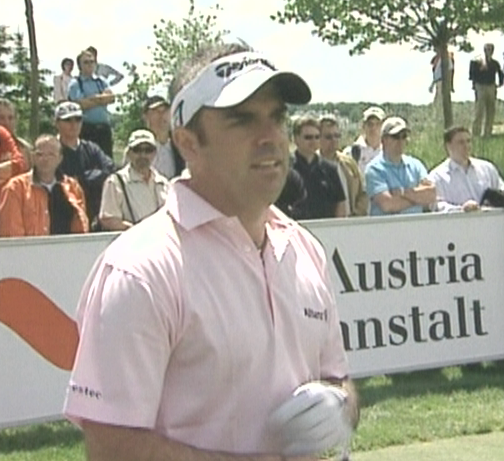
Paul McGinley

Paul McGinley, född 16 december 1966 i Dublin är en irländsk golfspelare.
McGinley blev professionell 1991 och spelar på PGA European Tour där han har vunnit fyra tävlingar. Fram till och med 2005 är hans bästa placering i penningligan en tredjeplats 2005. I februari 2006 låg han på 25:e plats på golfens världsranking.
Han blev berömd då han i Ryder Cup 2002 slog i den vinnande putten för Europa. Hans största seger kom 2005 i Volvo Masters på Valderrama.

## Meriter

### Segrar på Europatouren
- 1996 Hohe Brucke Open
- 1997 Oki Pro-Am
- 2001 The Celtic Manor Resort Wales Open
- 2005 Volvo Masters

### Övriga segrar
- 1988 Irish Youths Championship, Scottish Youths Championship
- 1989 Irish Amateur Championship
- 1997 Irish PGA Championship
- 2000 Irish PGA Championship
- 2002 Smurfit Irish PGA Championship
- 2003 Smurfit Irish PGA Championship

### Lagtävlingar
- Walker Cup: 1991
- Ryder Cup: 2002 (segrare), 2004 (segrare), 2006 (segrare)
- Alfred Dunhill Cup: 1993, 1994, 1996, 1997, 1998, 1999, 2000
- World Cup: 1993, 1994, 1997 (segrare), 1998, 1999, 2000, 2001, 2002, 2003, 2004, 2005
- The Seve Trophy: 2002 (segrare), 2005 (segrare)